# Golden (Washington)
Golden az Amerikai Egyesült Államok északnyugati részén, Washington állam Okanogan megyéjében elhelyezkedő kísértetváros.
Golden postahivatala 1889 és 1893 között működött. A települést az aranyláz hívta életre, nevét is a térségben talált aranyról kapta. Miután a bánya kimerült, a helység elnéptelenedett.

## Fordítás
Ez a szócikk részben vagy egészben  a   Golden, Washington című angol Wikipédia-szócikk ezen változatának fordításán alapul.  Az eredeti cikk szerkesztőit annak laptörténete sorolja fel. Ez a jelzés csupán a megfogalmazás eredetét és a szerzői jogokat jelzi, nem szolgál a cikkben szereplő információk forrásmegjelöléseként.